# Бильдербоген

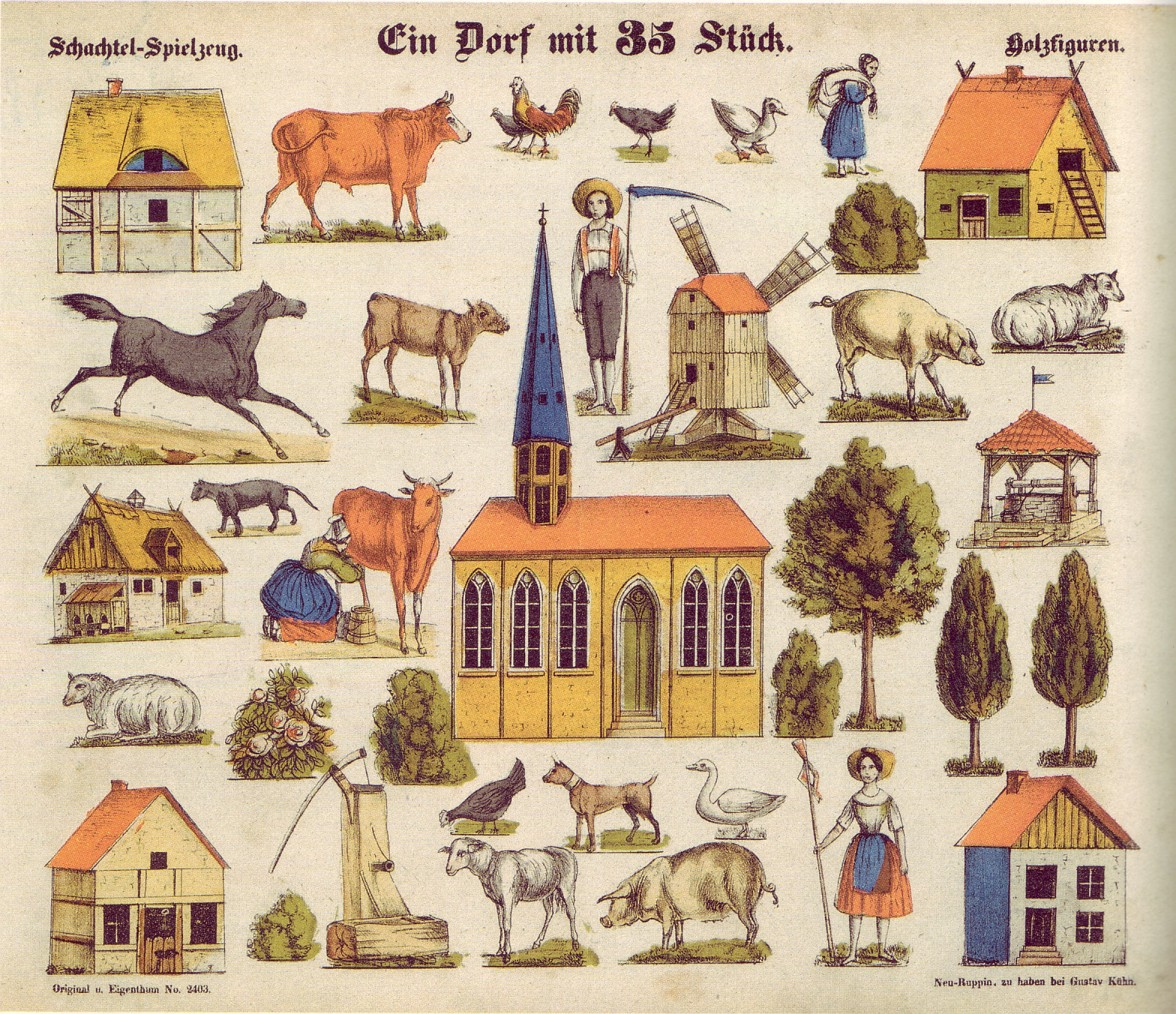
Бильдербоген из Нойруппина. 1850. Раскрашенная литография

Бильдербоген  (нем. Bilderbogen, от Bilder — картинки и Bogen — лист бумаги, также нем. Flugblatt — листовка) — немецкие народные нравоучительные картинки. В русской традиции — лубок.

## История
Рисованные картинки назидательного содержания известны в Западной Европе с XIII в. В XV—XVI веках получили распространение гравюры на дереве, раскрашенные от руки и имеющие сопроводительный текст. Аналогичным способом выполняли на отдельных листах иллюстрации к книгам Ветхого и Нового Завета (нем. Bilderbibel), имевшие прозвание «Библия нищих». Наибольшую популярность бильдербогены получили в период Реформации и Крестьянской войны в Германии.
Традиции средневековых и ренессансных бильдербогенов продолжались и в XIX в., в частности в г. Нойруппине (земля Бранденбург) трудами мастера И. Б. Кюна и его сына Г. Кюна (нем. Neuruppiner Bilderbogen).